# Famine en Inde de 1866
La Famine en Inde de 1866 appelée aussi « famine d'Orissa de 1866 » est une crise rizicole qui a touché la côte orientale de l'Inde, depuis Madras, sur une zone d'une population de 47,5 millions d'habitants dont près d'un million ont disparu. Le quart de la population d'Orissa y a laissé la vie.

## Histoire
La « Famine d'Orissa » a vraiment démarré en 1865, puis s'est aggravée, durant jusqu'en 1868, avant de prendre le nom de « Famine de 1866 ». En plus de la région d'Orissa, elle a touché des parties du littoral de celles de Tamil Nadu, Andhra Pradesh, et des parties de celles de Bihar et Bengal. 
La province d'Orissa sortait de la terrible famine de 1865-66, qui avait épuisé ses derniers approvisionnements, et voyait dans la récolte future un espoir de salut, quand les rivières inondèrent les plaines voisines. Dans les trois districts d'Orissa, 2 700 kilomètres carrés ont été submergés pendant une durée de trente et parfois de soixante jours. Ces fortes pluies de 1866 ont provoqué des inondations qui ont détruit la riziculture dans les régions basses de l'Inde, et fait pourrir une grande partie d'entre elles, occasionnant au moins 77 millions de francs de l'époque de dégâts matériels, s'ajoutant au désastre humain pour des populations déjà affamées. L'impact de la famine, cependant fut le plus grand à Orissa, qui était alors assez isolé du reste de l'Inde, où un tiers de la population, soit au moins 1 million de personnes, est mort en raison de la famine. Des milliers de personnes doivent prendre la mer, s'embarquer sur des radeaux de fortune.
Le gouvernement indien britannique a importé quelque 10 000 tonnes de riz, mais les efforts pour acheminer la nourriture vers la province isolée ont été entravés par le mauvais temps. Lorsque certains envois ont effectivement atteint la côte d'Odisha, ils n'ont pas pu être transportés à l'intérieur des terres et la population touchée par la famine n'a été livrée qu'en septembre. L'année suivante, il a importé environ 40 000 tonnes de riz, en les payant à quatre fois le prix habituel mais seulement la moitié de ce riz a été utilisée au moment où la mousson d'été de 1867, suivie d'une récolte abondante, a mis fin à la famine en 1868.
Les leçons tirées de cette famine par les dirigeants britanniques incluaient « l'importance de développer un réseau de communication adéquat » et « la nécessité d'anticiper les catastrophes ». La famine a eu pour conséquence d'éveiller les aspirations indépendantistes chez les Indiens (déjà visible avec la révolte des cipayes de 1857), critiques des effets que la domination britannique avait sur l'Inde, car, pendant la famine d'Orissa, l'Inde a exporté plus de 200 millions de livres de riz vers la Grande-Bretagne, comme elle avait commencé à le faire lors des trois années précédentes.